# Tetsushi Kondo
Tetsushi Kondo (近藤 徹志 Kondo Tetsushi?, nacido el 4 de noviembre de 1986 en Fukuoka) es un futbolista japonés que se desempeña como defensa.

## Trayectoria

### Clubes
| Club            | País  | Año         |
| --------------- | ----- | ----------- |
| Urawa Reds      | Japón | 2005 - 2009 |
| Ehime FC        | Japón | 2007        |
| Fagiano Okayama | Japón | 2010 - 2017 |
| Kataller Toyama | Japón | 2017        |

## Estadística de carrera

### J. League
| Club            | Año   | J. League | J. League | Copa J. League | Copa J. League | Total | Total |
| Club            | Año   | Part.     | Goles     | Part.          | Goles          | Part. | Goles |
| --------------- | ----- | --------- | --------- | -------------- | -------------- | ----- | ----- |
| Urawa Reds      | 2005  | 0         | 0         | 1              | 0              | 1     | 0     |
| Urawa Reds      | 2006  | 0         | 0         | 0              | 0              | 0     | 0     |
| Ehime FC        | 2007  | 40        | 3         | -              | -              | 40    | 3     |
| Urawa Reds      | 2008  | 0         | 0         | 0              | 0              | 0     | 0     |
| Urawa Reds      | 2009  | 0         | 0         | 0              | 0              | 0     | 0     |
| Fagiano Okayama | 2010  | 33        | 0         | -              | -              | 33    | 0     |
| Fagiano Okayama | 2011  | 21        | 0         | -              | -              | 21    | 0     |
| Fagiano Okayama | 2012  | 4         | 0         | -              | -              | 4     | 0     |
| Fagiano Okayama | 2013  | 23        | 3         | -              | -              | 23    | 3     |
| Fagiano Okayama | 2014  | 17        | 0         | -              | -              | 17    | 0     |
| Fagiano Okayama | 2015  | 7         | 0         | -              | -              | 7     | 0     |
| Fagiano Okayama | 2016  | 0         | 0         | -              | -              | 0     | 0     |
| Fagiano Okayama | 2017  | 3         | 0         | -              | -              | 3     | 0     |
| Kataller Toyama | 2017  | 4         | 0         | -              | -              | 4     | 0     |
| Total           | Total | 152       | 6         | 1              | 0              | 153   | 6     |

## Palmarés

### Títulos nacionales
| Título             | Club       | País  | Año  |
| ------------------ | ---------- | ----- | ---- |
| Copa del Emperador | Urawa Reds | Japón | 2005 |
| J1 League          | Urawa Reds | Japón | 2006 |
| Copa del Emperador | Urawa Reds | Japón | 2006 |